# Sicut dudum
Sicut dudum ist eine päpstliche Bulle aus dem Jahr 1435 von Papst Eugen IV.

## Inhalt und Wirkungsgeschichte
Die Bulle des Papstes Eugen IV. war an Bischof Fernando de Talmonte (1431–1436) auf der Insel Lanzarote gerichtet und wurde im Jahr 1435 veröffentlicht. Die Bulle verdammte die Versklavung der Eingeborenen im Zuge der Kolonisation der Insel. Als Verbrechen wurde eingestuft, dass die Menschen, die versklavt wurden, bereits das Taufsakrament erhalten hatten oder versprochen hatten Christen zu werden. Nach Einschätzung von Nicole Priesching wandte sich die Bulle nicht gegen Sklaverei an sich, sondern nur gegen die Versklavung von Christen.
Sicut dudum wird oft herangezogen, um zu zeigen, dass die römisch-katholische Kirche bereits seit 1435 die Sklaverei bekämpft habe. Dies wird aber zum Teil bestritten, unter anderem begründet durch eine andere Bulle von Eugen IV., Illius Qui, welche die Versklavung von einigen Afrikanern in 1441 durch Prinz Heinrich von Portugal duldete.
Nach Sicut dudum veröffentlichten die Päpste noch weitere Bullen, die die Sklaverei verboten, so Sublimis Deus von Paul III. 1537 bis hin zu einer Verurteilung der Sklaverei durch die Inquisition 1686 und In Supremo von Gregor XVI. aus dem Jahr 1839.